# Château Talbot
Pour les articles homonymes, voir Talbot (homonymie).
Le château Talbot est un domaine viticole de 110 hectares d'un seul tenant, situé sur la commune de Saint-Julien-Beychevelle en appellation d'origine contrôlée saint-julien, il est classé quatrième grand cru dans la classification officielle des vins de Bordeaux de 1855.

## Histoire

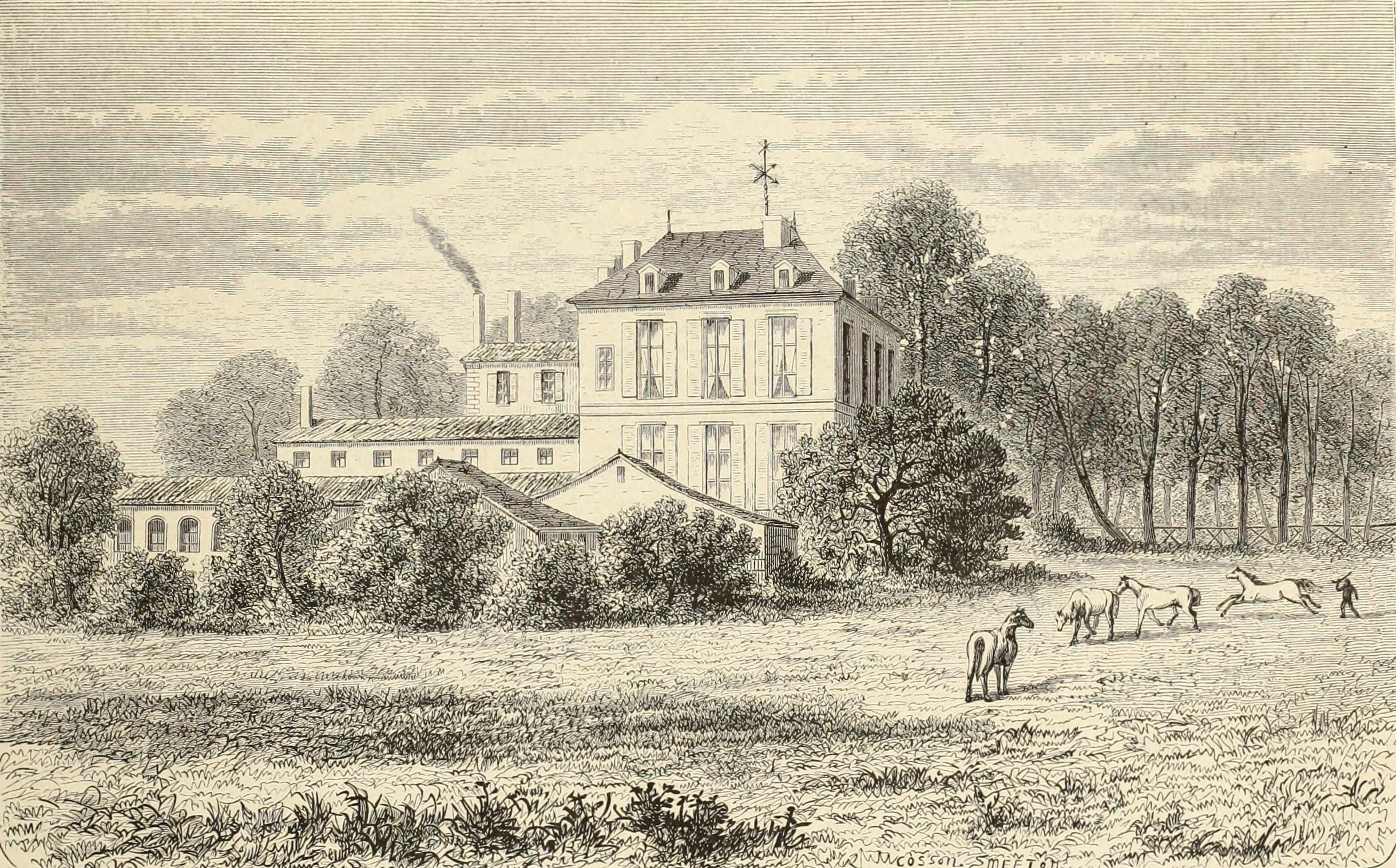
Illustration du Château Talbot en 1838.

Le château doit son nom à un chef anglais, du milieu du XVe siècle, connu sous le nom de connétable John Talbot, comte de Shrewsbury, commandant de l'armée anglaise, défait et mort en 1453 lors de la bataille de Castillon durant la Guerre de Cent Ans. Durant près de deux siècles, le château Talbot appartient à la famille du Marquis d'Aux de Lescout qui développe le domaine viticole.
Le domaine a été acquis en 1918, un an après le château Lafaurie-Peyraguey et le château Gruaud-Larose, par Désiré Cordier, qui deviendra un des plus importants marchands de vin de la place de Bordeaux et donna de l'ampleur à la renommée de Talbot pendant les presque 80 ans où il fut à la tête du domaine. Son fils Georges, puis son petit-fils Jean succèdent à la direction du domaine. Il est aujourd'hui dirigé par la quatrième génération de Cordier : Nancy Bignon-Cordier.

## Terroir
Château Talbot se situe au cœur de l'appellation saint-julien qui regroupe un grand nombre de grands crus classés (11 au total). Situé en bordure de l'estuaire de la Gironde, le vignoble s'étend tout autour de la demeure, en un seul tenant, jusqu'au frontière nord de l'appellation à la limite de Pauillac. Le terroir est constitué de fines graves d'origine Günziennes (début du quaternaire), posées sur un socle calcaire aux croupes drainées.
Le vignoble compte 110 hectares dont 105 ha de cépages rouges (68 % cabernet sauvignon, 28 % merlot et 4 % petit verdot) et 5 ha de cépages blancs (80 % sauvignon blanc, 20 % sémillon). L'âge moyen des vignes est de 42 ans et le rendement de 45 hl/ha. La culture est menée sans désherbant ni insecticide chimique : le travail du sol est manuel avec des labours quatre fois par an et la protection du vignoble biologique (diffusion de phéromones pour la confusion sexuelle d'Eudémis et de Cochylis).

## Vins

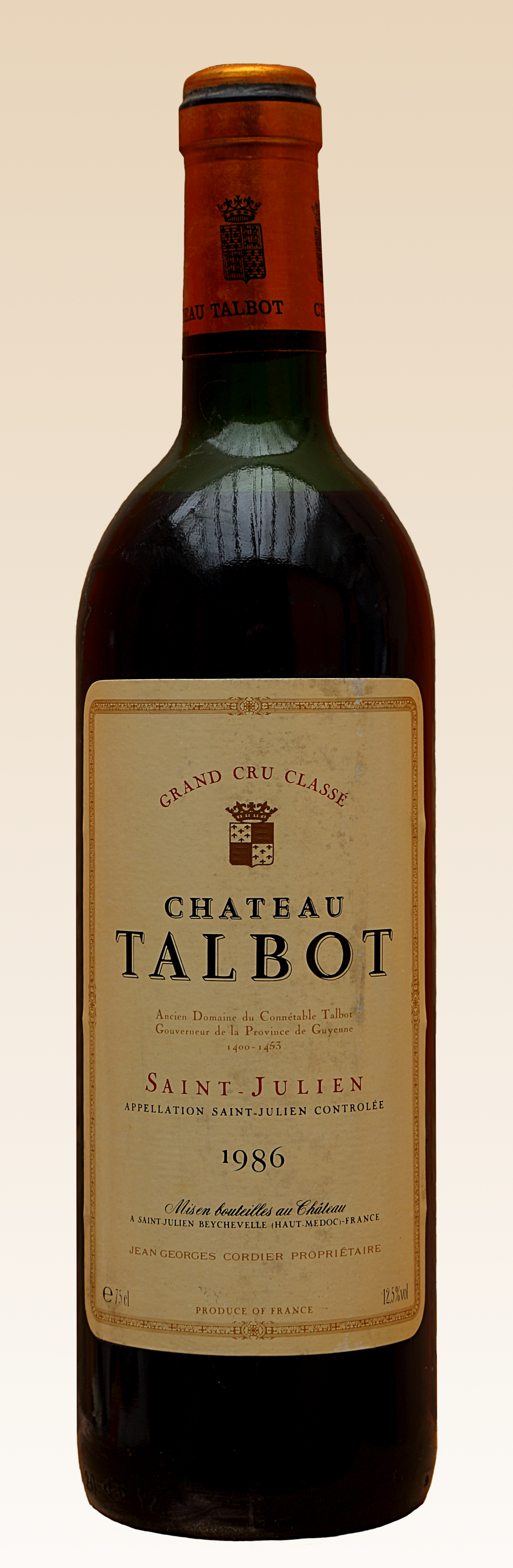
Une bouteille de Château Talbot 1986.

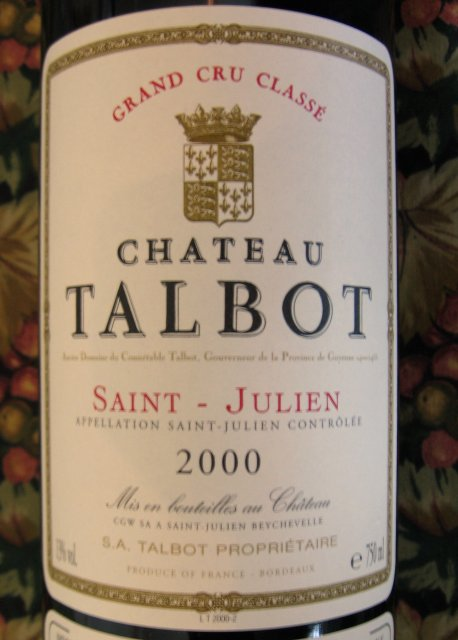
Une étiquette de Château Talbot 2000.

Les vendanges sont manuelles et nécessitent 100 à 120 personnes pour récolter le raisin. Les grappes sont triées à plusieurs reprises : par les vendangeurs au moment de la récolte, sur la remorque et à la réception via deux systèmes de tri (un tri optique ou un tri densimétrique).
Le vin est vinifié dans deux types de cuviers : un cuvier en bois traditionnel et un cuvier en inox. Toutes les cuves permettent un contrôle de la température au cours de la vinification. Le chai à barrique peut contenir jusqu'à 2 000 barriques, provenant d'une dizaine de tonneliers différents. Au cours de l'élevage, le vin est soutiré à deux ou trois reprises.
La totalité de la production est vendue en primeur et distribuée par le négoce bordelais. Le domaine produit :
- Château Talbot : le vin est élevé en barrique pendant une durée de 14 à 16 mois et 50 à 60 % des barriques sont renouvelées annuellement.
- Connétable de Talbot : second vin issu de parcelles différentes et de vignes légèrement plus jeunes. Le vin est élevé 12 mois en barrique (environ 15 % de bois neuf).
- Caillou Blanc : vin blanc atypique pour le Médoc issu de la volonté de Georges Cordier de replanter des vignes blanches sur l'appellation. Caillou Blanc est vinifié en barriques avant d'être élevé sur lies totales (avec bâtonnage) pendant 7 à 8 mois[4].